# Liu Yandong
Liu Yandong (刘延东) (Nantong, 1945) es una química y política china. Hasta marzo de 2018 fue la segunda vicepremier de la República Popular China. 

## Biografía
Liu Yandong nació en Nantong, Jiangsu, el 22 de noviembre de 1945. Es la hija de Liu Ruilong (1910-1988), un ex viceministro de Agricultura en 1953.
Liu se graduó en la Universidad  Tsinghua en 1970 con un título en química. El 13 de abril de 2009, la Universidad de Stony Brook le otorgó el Doctorado Honorario en Leyes.
Es dirigente del Partido Comunista de China, actualmente se desempeña como segunda vicepremier de la República Popular China, y es el miembro de mayor edad del Buró Político del Partido Comunista de China. Anteriormente ocupó el cargo de consejero de Estado. Desde el retiro de Wu Yi, ha sido la política femenina de más alto rango en el Partido, y una de las únicas dos mujeres con un puesto en el Buró Político del Comité Central del Partido Comunista de China, en el cual fue elegida en 2012.